# Yoshinori Abe
Yoshinori Abe (阿部 良則?, Abe Yoshinori; Prefettura di Kanagawa, 10 settembre 1972) è un ex calciatore giapponese, di ruolo attaccante.